# Filles perdues, cheveux gras
Filles perdues, cheveux gras je francouzský hraný film z roku 2002, který režíroval Claude Duty. Film byl uveden na Mezinárodním týdnu kritiky na filmovém festivalu v Cannes dne 17. května 2002.

## Děj
Film vypráví příběh tří dívek. Natacha hledá svou kočku, Elodie hledá svou dceru a Marianne hledá sama sebe. Nakonec se všechny stanou nejlepšími kamarádkami a snaží se si navzájem pomáhat ve svých životních strastech.

## Obsazení
| Amira Casar            | Marianne                          |
| Marina Foïs            | Natacha                           |
| Olivia Bonamy          | Élodie                            |
| Charles Berling        | Arnaud                            |
| Sergi López            | Philippe                          |
| Léa Drucker            | Coraline                          |
| Esse Lawson            | Cindy                             |
| Margot Abascal         | Corine                            |
| Evelyne Buyle          | paní Pélissier                    |
| Béatrice Costantini    | šéfová Natachy                    |
| Amadou Diallo          | Kirikou                           |
| Jean-François Gallotte | Jean-François, trenér parašutistů |
| Sylvie Lachat          | sociální pomocnice                |
| Francia Séguy          | Mamoune                           |
| Lorella Cravotta       | vrchní sestra                     |
| Lise Lamétrie          | kolegyně Élodie                   |
| Romain Duris           | Mathieu                           |